# Визард-Айленд
Визард-Айленд (англ. Wizard Island) — вулканический конус, образующий остров в западной части озера Крейтер в Национальном парке Крейтер-Лейк, штат Орегон.
Вершина острова достигает 2113 метров над уровнем моря, что примерно на 230 метра выше средней поверхности озера.
Конус увенчан вулканическим кратером шириной около 150 метра и глубиной 30 метров. Кратер был назван «Ведьминым котлом» Уильямом Гладстоном Стилом в 1885 году, который тогда же дал название Визард-Айленду. Площадь острова составляет 127,82 гектара.

## Образование
Визард-Айленд образовался после того, как примерно 7700 лет назад произошло мощное извержение вулкана Мазама, образовавшего кальдеру, в которой сейчас находится озеро Крейтер. После катаклизмического извержения, оставившего на месте горы дыру глубиной около 1200 метров, в течение следующих нескольких сотен лет произошла серия более мелких извержений, образовавших на дне кальдеры несколько конусов из золы. Самый высокий из этих конусов, единственный, который возвышается над текущим уровнем озера — это Визард-Айленд, который возвышается на 820 метров над самой низкой точкой на дне кальдеры и самой глубокой точкой озера.
Ещё один крупный зольный конус, конус Мерриам, находится в северо-восточной части озера. Хотя конус Мерриам возвышается над дном кальдеры примерно на 430 метра, его вершина все ещё находится на 154 метров ниже среднего уровня озера. Особенности его поверхности и отсутствие кратера указывают на то, что Мерриам-Кон образовался под водой.

## Доступ
В настоящее время общественный доступ к Визард-Айленду возможен только в летние месяцы, когда проводятся лодочные экскурсии по озеру Крейтер. Экскурсии отправляются из бухты Клитвуд на северном конце озера и огибают озеро против часовой стрелки, останавливаясь на причале в бухте Говернорс на южной стороне Визард-Айленд.
Пассажиры, отправляющиеся на лодке в начале дня, могут высадиться на острове, но должны быть готовы провести на острове весь день, если последующие лодки будут слишком переполнены, чтобы принять дополнительных пассажиров. Тем, кто отправляется на лодочную экскурсию поздно вечером, высадка не разрешается. В конце каждого дня отправляется последняя лодка, чтобы забрать всех отставших, поскольку ночёвка на острове запрещена.
На Визард-Айленд есть две пешеходные тропы, одна из которых поднимается по флангам конуса и огибает кратер на вершине, а другая идёт от причала к западной оконечности острова.